# Ji (cognome)
Ji (지?, 地, 智, 池, 遲?) è un cognome di lingua coreana.

## Possibili trascrizioni
Chee, Chi, Gee, Gi, Je, Jee, Jhi, Jy, Ti.

## Origine e diffusione
Come cognome, Ji può essere scritto con uno tra due hanja, uno che significa "saggezza" (智) e l'altro che significa "stagno" (池). Ognuno ha un bon-gwan: per il primo, si tratta di Pongju, contea di Pongsan, Hwanghae Settentrionale, in quella che è oggi la Corea del Nord; per il secondo, Chungju, Chungcheongbuk-do, in Corea del Sud. Il censimento della Corea del Sud del 2000 ha rilevato 147.572 persone con questo cognome.
In uno studio dell'Istituto nazionale per la lingua coreana basato sui dati della richiesta di passaporti della Corea del Sud del 2007, è emerso che il 79,5% delle persone con questo cognome lo scriveva in lettere latine come Ji nei loro passaporti; un altro 9,0% lo scriveva come Jee, e l'8,5% come Chi. Le ortografie alternative più rare (il restante 3,0%) includevano Gi, Chee, Je e Jy. Tra i koryo-saram dell'ex Unione Sovietica, viene riportato come Ti (Ти).
Si tratta del 43º cognome per diffusione in Corea secondo i dati del Korean National Statistics Office del 2015. Nel Paese è portato da circa 160147 persone.

## Persone
- Ji Dong-won – calciatore sudcoreano
- Ji Seong-ho – attivista nordcoreano
- Ji So-yun – calciatrice sudcoreana